# Мушинцы
 Мушинцы  — опустевшая деревня в Оршанском районе Республики Марий Эл. Входит в состав Шулкинского сельского поселения.

## География
Находится в северной части республики Марий Эл на расстоянии приблизительно 25 км по прямой на северо-восток от районного центра посёлка Оршанка.

## История
Была известна с 1866 года как починок Мушинский с 5 дворами и 86 жителями. В 1891 году в починке Мушинцы Тожсолинской волости Яранского уезда Вятской губернии в 16 дворах проживал 121 человек. В 1924 году починок вошёл в состав Торъяльского кантона Марийской автономной области. В это время в починке проживали 188 человек, русские. В 1926 году в починке числилось 32 хозяйства, проживали 177 человек. В 1954 году в деревне в 22 хозяйствах проживали 98 человек, русские, в 1964 64 человека. С 1989 года в деревне никто не живёт. В советское время работали колхозы «Трудовик», имени Молотова и имени Горького.

## Население
Население не было учтено как в 2002 году, так и в 2010.